# Misión No Oficial
Misión no oficial (Traigan el porro en Argentina y Traigan la hierba en España) es una película de comedia y falso documental uruguaya-estadounidense de 2017 escrita, dirigida y producida por Denny Brechner, Alfonso Guerrero y Marcos Hecht en sus debuts como directores. Protagonizado por Brechner, Talma Friedler y Gustavo Olmos.

## Sinopsis
Tres falsos agentes pertenecientes a La Cámara Uruguaya de la Marihuana Legal viaja a los Estados Unidos para conseguir 50 toneladas de cannabis con el objetivo de abastecer al país.

## Reparto
Los actores que participaron en esta película son:
- Denny Brechner como Alfredo Rodríguez
- Talma Friedler
- Gustavo Olmos
- Pepe Mujica como Él mismo
- Ignacio Roqueta
- Barack Obama como Él mismo
- Sean Penn como Él mismo
- Steven Tyler como Él mismo

## Lanzamiento
Se estrenó el 7 de septiembre de 2017 en cines uruguayos. Tuvo su estreno en territorio estadounidense el 4 de febrero de 2018 en el Festival Internacional de Cine de Santa Bárbara, para luego estrenarse el 30 de agosto de 2018 en cines argentinos.

## Premios y nominaciones
| Año  | Premios / Festivales                            | Categoría                                  | Recipiente        | Resultado | Ref.   |
| ---- | ----------------------------------------------- | ------------------------------------------ | ----------------- | --------- | ------ |
| 2018 | Festival Internacional de Cine de Santa Bárbara | Mención Especial del Jurado - Largometraje | Misión no oficial | Ganadora  | [ 11 ] |
| 2018 | Festival de Cine de Málaga                      | Mejor película - Premio del público        | Misión no oficial | Ganadora  | [ 12 ] |